# Малий Карамас
Малий Карама́с (рос. Малый Карамас, марій. Изи Корамас) — присілок у складі Моркинського району Марій Ел, Росія. Входить до складу Коркатовського сільського поселення.

## Населення
Населення — 193 особи (2010; 201 у 2002).
Національний склад (станом на 2002 рік):
- лучні марійці — 100 %